# Tour de radiotélévision de Tachkent
La Tour de radiotélévision de Tachkent (en ouzbek : Toshkent Teleminorasi), capitale de l'Ouzbékistan, est la 11e plus haute tour autoportante au monde, inaugurée le 15 janvier 1985. La tour fait 375 mètres de haut pour un poids total de 7 200 tonnes. Elle fut conçue par les architectes You. Sémachko et N. Terziev-Tsaroukov.
La Tour TV de Tachkent est une structure unique d'acier et de béton. Elle marie l'architecture traditionnelle ouzbèke et contemporaine. La tour abrite des équipements de radiotélévision ainsi que d'autres types de communication. On peut visiter la plate-forme d'observation et le restaurant « Koinot », situé à une hauteur de 120 m. La station météorologique fournit des informations sur l'évolution du temps au secteur agricole. Les ascenseurs grande vitesse amènent du niveau du sol au restaurant en 30 secondes. Des guides fournissent des renseignements sur la tour et sur la ville de Tachkent.